# Lowland Football League
La Lowland Football League (de son nom complet Scottish Sun Lowland Football League) est une compétition écossaise de football qui correspond au 5e échelon dans les ligues Senior écossaises.
Créée en 2013, dans le cadre de la réforme des ligues de football en Écosse et dans le but de créer un système pyramidal, elle en occupe le 5e niveau, au même titre que la Highland Football League bien plus ancienne et dont elle se veut l'équivalent au sud de l'Écosse. Les clubs qui y participent sont géographiquement situés dans les Lowlands (d'où son nom), même si historiquement des clubs du Moray et de l'Aberdeenshire (géographiquement dans les Lowlands) participent à la Highland Football League.
Depuis la saison 2014-15, un système de promotion/relégation vers la Scottish League Two a été introduit.

## Histoire
La Lowland Football League a été créée par un vote unanime de la Fédération écossaise de football le 11 juin 2013 dans le but de créer un véritable système pyramidal dans les ligues écossaises, devenant alors le 5e échelon de cette pyramide, juste en dessous des ligues nationales de la Scottish Football League et plus précisément de la Scottish League Two. Elle partage cet échelon avec la plus ancienne Highland Football League, créée en 1893.
La Fédération écossaise de football décida que les trois clubs du Preston Athletic (en), Spartans (en) et Threave Rovers (en) seraient membres de cette ligue, en raison de leur statut particulier d'affiliation complète à la fédération. Elle demanda à l'East of Scotland Football League, à la South of Scotland Football League et aux ligues Junior de la région des Lowlands de se réunir et de choisir entre elles les 9 autres futures équipes membres de cette nouvelle ligue.
27 équipes avaient entamé les démarches pour devenir candidates à cette accession mais finalement, seules 17 demandes complètes furent déposées à la date limite du 17 juin 2013. Les 9 équipes élues étaient : Dalbeattie Star (en), East Kilbride (en), Edinburgh City, Gala Fairydean Rovers (en), Gretna 2008, Selkirk F.C. (en), Stirling University (en), Vale of Leithen (en) et Whitehill Welfare F.C. (en).
Le 24 septembre 2013, l'édition écossaise du Sun (The Scottish Sun) est annoncé comme sponsor principal de cette ligue, ce qui lui a donné son nom officiel Scottish Sun Lowland Football League.
Après la saison inaugurale 2013-14 à 12 clubs remportée par Spartans F.C. (en), 2 nouveaux clubs furent admis, Edinburgh University et BSC Glasgow, portant le nombre de clubs de la ligue à 14.
Une autre innovation pour la saison 2014-15 est l'introduction d'un système de promotion/relégation : le champion de la ligue affronte en play-off le champion de la Highland Football League et le vainqueur affronte le dernier de la Scottish League Two dans un play-off de promotion/relégation.

## Palmarès
| Saison    | Champion       | Vice-champion            |
| --------- | -------------- | ------------------------ |
| 2013 – 14 | Spartans (en)  | Stirling University (en) |
| 2014 – 15 | Edinburgh City | East Kilbride (en)       |
| 2015 – 16 | Edinburgh City | Spartans (en)            |
| 2016 – 17 | East Kilbride  | East Stirlingshire       |
| 2017-18   | Spartans (en)  | East Kilbride            |
| 2018-19   | East Kilbride  | BSC Glasgow              |
| 2019-20   | Kelty Hearts   | Bonnyrigg Rose           |
| 2020-21   | Kelty Hearts   | East Kilbride            |
| 2021-22   | Bonnyrigg Rose | Rangers B                |
| 2022-23   | The Spartans   | Rangers B                |
| 2023-24   | East Kilbride  | Bo'ness United           |
| 2024-25   | East Kilbride  |                          |

### Performance par club
| Club                     | Champion | Vice-Champion | Année(s) du titre |
| ------------------------ | -------- | ------------- | ----------------- |
| Spartans (en)            | 2        | 1             | 2013-14, 2017-18  |
| Edinburgh City           | 2        | 0             | 2014-15, 2015-16  |
| East Kilbride (en)       | 1        | 1             | 2016-17           |
| Stirling University (en) | 0        | 1             |                   |
| East Stirlingshire       | 0        | 1             |                   |